# Термокислотна обробка свердловини
Термокислотна обробка свердловини — ефективний і широко застосовуваний метод інтенсифікації припливу нафти та газу шляхом покращення фільтраційних властивостей привибійної зони пласта.

## Загальний опис
Поєднання термічного та кислотного впливу дозволяє досягти більш глибокого та рівномірного очищення порового простору від глинистих кірок, парафінів, смол та інших забруднень, що значно підвищує проникність пласта.
Однією з ключових переваг термокислотного способу є локальне нагрівання кислотного розчину безпосередньо в зоні обробки внаслідок екзотермічної реакції між соляною кислотою та металами, зокрема магнієм. Це дозволяє мінімізувати теплові втрати і забезпечити високу активність кислоти при контакті з породою.
Правильний вибір складу кислотного розчину, його об'єму, тиску закачування, а також дотримання технологічних параметрів є вирішальними факторами для успішного проведення обробки. З урахуванням геологічних та фізико-хімічних особливостей колекторів, термокислотна обробка здатна значно покращити дебіт свердловини, зменшити ризики обводнення і подовжити термін її ефективної експлуатації.
Таким чином, термокислотна обробка є перспективним напрямом у сфері підвищення продуктивності свердловин і повинна розглядатись як важлива складова сучасних методів розробки нафтових і газових родовищ.

## Принцип дії і порядок операцій
Термокислотна обробка свердловини — процес комбінований: у першій фазі його здійснюється теплове (термохімічне) оброблення вибою свердловини розчином гарячої соляної кислоти, при якому нагрівання цього розчину проводиться внаслідок теплового ефекту екзотермічної реакції між кислотою і якою-небудь речовиною; у другій фазі термокислотного оброблення, яка наступає без перерви за першою, проводиться звичайне кислотне оброблення. Відомо багато речовин, які реагують з соляною кислотою (каустична сода, карбід кальцію, алюміній і ін.), проте якнайкращим визнаний магній, оскільки при реакції кислоти з ним виділяється велика кількість тепла, а продукти реакції повністю розчиняються.
Для розчинення 1 кг магнію необхідно 18,6 л 15 %-ної соляної кислоти. При цьому вся кислота перетворюється на нейтральний розчин хлористого магнію, який виділеним теплом був би нагрітий до температури 308 °C. Проте така висока температура привела б до втрати тепла на пароутворення з виділенням частини хлористого магнію. Крім того, для розплавлення парафіну і смол потрібна значно менша температура. Тому раціональним є таке співвідношення кислоти і магнію, при якому кінцева температура розчину після реакції була б у межах 75…80 °C.
Оброблення свердловин в термохімічній фазі так і ведуть, щоб кислота, яка зреагувала з магнієм, перед надходженням в пласт мала температуру біля 75…80 °С, і саме тоді була б ще достатньо активною (10…12%-ної концентрації) для реакції з породами пласта. Зазвичай, для термокислотного оброблення застосовують прутковий магній (діаметр прутка 2…4 мм, довжина 60 мм). Прутки завантажують в спеціальний наконечник, який на НКТ спускають в свердловину на задану глибину.
Розчин соляної кислоти для кислотного і термокислотного оброблення підготовляють на центральній кислотній базі, або ж безпосередньо на свердловинах.
Технологія оброблення свердловин соляною кислотою може змінюватися залежно від фізичних властивостей пласта, його потужності і інших умов. У простому випадку процес оброблення зводиться до звичайного нагнітання кислоти в пласт за допомогою насоса, або подачі самопливом. Іноді перед нагнітанням кислоти в пласт для руйнування глинистої або цементної кірки застосовують кислотну ванну. При цьому в свердловину закачують розчин 6…8%-ної кислоти з таким розрахунком, щоб він заповнив стовбур в інтервалі його оброблення.
Термохімічна обробка свердловин є ефективним методом підвищення продуктивності нафтових і газових свердловин шляхом очищення привибійної зони від небажаних відкладень. Цей процес передбачає використання гарячого розчину соляної кислоти, нагрівання якої здійснюється безпосередньо в свердловині внаслідок екзотермічної реакції між кислотою та магнієм або його сплавами.
У спеціальний реакційний наконечник, заповнений магнієм у вигляді стружки або гранул, подається 15 % розчин соляної кислоти. При контакті магнію з кислотою відбувається екзотермічна реакція, в результаті якої виділяється значна кількість тепла, що нагріває кислотний розчин до температури близько 75–80 °C. Такий нагрітий розчин ефективно розчиняє асфальто-смолисті, парафінові та інші відкладення в привибійній зоні, покращуючи фільтраційні характеристики пласта.
Переваги термохімічної обробки:
• Ефективність очищення: Гарячий розчин соляної кислоти більш результативно розчиняє органічні відкладення порівняно з холодним розчином.
• Покращення проникності пласта: Видалення відкладень сприяє відновленню або підвищенню проникності привибійної зони, що позитивно впливає на дебіт свердловини.
• Локальне нагрівання: Тепло генерується безпосередньо в зоні обробки, що мінімізує теплові втрати та підвищує ефективність процесу.